# McLaren Technology Group

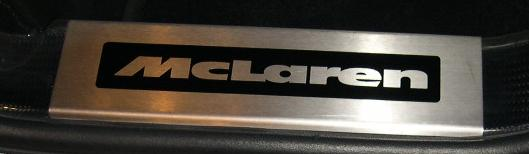
Logo

De McLaren Technology Group (voorheen McLaren Group) is een holding waaronder de groep McLaren Cars valt, waar onder meer de McLaren F1 werd geproduceerd, en het Formule 1-raceteam. De McLaren Technology Group is in handen van Ron Dennis (25%), de TAG Groep (25%) en de Bahraini Mumtalakat Holding Company (50%).